# Nego do Borel
Leno Maycon Viana Gomes (Rio de Janeiro, 10 de julho de 1992), mais conhecido pelo nome artístico Nego do Borel, é um cantor, compositor, ator e comediante brasileiro. O músico já lançou três álbuns, um DVD e nove singles pela Sony Music. Nego também é conhecido por suas performances humorísticas nos palcos, e por ser dono do grupo no Facebook Borelis Atrevidas. Iniciou a carreira como ator em 2015 na novela Malhaçãoː Seu Lugar no Mundo e Malhação: Pro Dia Nascer Feliz, no papel do personagem Cleiton.

## Primeiros anos
Filho de Roseli Viana e Nelcir Gomes, Nego do Borel nasceu no Rio de Janeiro em 10 de julho de 1992 e cresceu no Morro do Borel. Parou os estudos na quarta série para se dedicar ao funk. Contudo, o sucesso só chegou em 2012, com a canção "Os Caras do Momento". O nome artístico "Nego do Borel" surgiu de um apelido dado por seus amigos moradores do morro do Borel. Nego do Borel vem de família evangélica e é evangélico desde criança. Há muitos anos que não frequenta a igreja, mas em 2014 revelou querer voltar a frequentar sua igreja e se converter de vez. Nego foi batizado Leno Maycon Viana Gomes, em homenagem a John Lennon e Michael Jackson, por sua mãe.
Nego do Borel sonhava com a vida artística desde os 10 anos de idade, pedia aos DJs do seu bairro para o deixarem subir no palco e para abrir shows de outros artistas. A ideia de se tornar músico não era apoiada por sua mãe, que preferia que Leno Maycon estudasse e trabalhasse. Iniciou a carreira com o nome "MC Maiquinho", mas teve que mudar ao descobrir que havia outro artista com esse nome. Com seus primeiros 100 mil reais, Nego do Borel comprou uma prótese dentária e reformou a casa para sua mãe. Nego do Borel tinha quase todos os seus dentes estragados, sendo que seu primeiro dinheiro ganho com a música foi para cuidar da sua saúde bucal. O artista viveu em situação de extrema pobreza e chegou a passar fome.

## Vida pessoal
Em 2014, começou a namorar a empresária Crislaine Gonçalves. O casal terminou o relacionamento em setembro de 2016, mas reataram em outubro, após um mês separados. Porém o relacionamento chegou ao fim novamente em dezembro do mesmo ano.
Em março de 2017, assumiu namoro com a modelo Júlia Schiavi. O relacionamento chegou ao fim em fevereiro de 2018, mas reataram após poucas semanas separados. O namoro chegou ao fim novamente em agosto do mesmo ano.
Em fevereiro de 2019, assumiu namoro com a influenciadora digital Duda Reis. O relacionamento chegou ao fim em dezembro do mesmo ano. Em abril de 2020, reataram o namoro após quatro meses separados. No fim deste mesmo ano terminaram seu relacionamento. Em janeiro de 2021, foi revelado um caso amoroso do cantor com Lisa Barcelos enquanto ainda namorava Duda Reis, o que gerou muita polêmica pela Internet.
No começo de 2021 Nego do Borel começou a viver um Affair e atualmente em 2022 um namoro mais reservado com Rafaela Gonçalves de 22 anos. Modelo, moradora de Benfica RJ. Familiares e amigos próximos confirmaram o namoro, em entrevista ao Portal Uol Rafaela e Nego disse está muito Feliz, mesmo com os contratempos.

## Carreira

#### 2012–2014: Início de carreira ao reconhecimento
Teve como influência Menor do Chapa, que foi um dos primeiros a apoiá-lo na vida artística. Porém, Nego do Borel chegou à fama junto com o grupo Bonde das Maravilhas, com a canção "Brincadeira das Maravilhas (Eu Adoro, Eu Me Amarro). Nego do Borel só chegou ao sucesso a nível nacional com seu hit "Os Caras do Momento", lançado em 2012. À data de junho de 2017, o clipe oficial de "Os Caras do Momento já havia mais de 46 milhões de acessos no YouTube. Após o sucesso do seu primeiro hit, Nego do Borel passa a ter acesso à grande mídia participado de programas como TV Xuxa, Programa do Ratinho, Legendários, Melhor do Brasil, A Liga, Esquenta!, Domingo Legal, Agora é Tarde, The Noite com Danilo Gentili, dentre outros. O segundo single de Nego do Borel, lançado com videoclipe, foi a música "Bonde dos Brabos", que soma mais de 14 milhões de acessos no YouTube.
Em 2014 lança sua terceira música de maior repercussão, com mais de 7 milhões de acessos, "Diamante de Lama", uma música biográfica, que conta a dificuldades na infância e o sucesso atual. No mesmo ano, Nego do Borel assina um contrato com a Sony Music, e lança os álbuns: MC Nego do Borel, É Ele Mesmo e o DVD Da Lama à Ostentação - Ao Vivo, que estreou em segundo lugar no site da Vevo, atrás somente de Katy Perry. O DVD contou com as participações especiais de Naldo Benny e Mr. Catra. O álbum de estreia MC Nego do Borel, foi lançado em 29 de abril de 2014 e o segundo álbum É ele Mesmo em 19 de agosto de 2014. Ainda em 2014, Nego do Borel lançou a canção de trabalho "Menina Má" do DVD Da Lama a Ostentação, em parceria com Jonathan Haagensen e Roberta Rodrigues do grupo Melanina Carioca. No dia 4 de novembro de 2014, Nego do Borel lançou o videoclipe da música "Pa-ta-ta, Pa-tu-tu (Patata, tututu)".

#### 2015-presente: Nego Resolve & Atuação na TV
Em 2015 Nego do Borel lançou seu terceiro álbum de estúdio chamado ''Nego Resolve'' atraves da gravadora Sony Music incluindo os singles Não Me Deixe Sozinho,Janela Aberta e Nego Resolve. No dia 8 de julho de 2015 foi lançando o single Não Me Deixe Sozinho nas plataformas digitais iTunes, Google Play e nos serviços de fluxo de mídia Spotify, Apple Music e Tidal. O videoclipe foi postado no dia 15 de Abril de 2015 no site Youtube, e filmado no casarão Vila Almirante, em Santa Teresa, Centro do Rio de Janeiro. Com um orçamento de R$ 200 mil, o clipe, que conta com direção de Rodrigo Doin e Phill Mendonça da produtora Clã filmes, teve ares de megaprodução, atualmente o videoclipe possui mais de 20 milhões de visualizações, O single faz parte da trilha sonora da vigésima terceira temporada da série de televisão brasileira Malhação (também chamada de Malhação: Seu Lugar no Mundo). No dia 17 de setembro postou o Lyric Video do seu segundo single, Janela Aberta, do álbum Nego Resolve. No dia 16 de dezembro de 2015 lançou o videoclipe de Nego Resolve, o terceiro single de seu terceiro álbum. Nego do Borel fez uma participação no álbum Bang!, de Anitta, na faixa Pode Chegar.
No mesmo ano estreou como ator no seriado Malhação: Seu Lugar no Mundo, interpretando o personagem Cleiton. "Pra mim é uma experiência única, eu 'tô muito feliz, estou me sentindo muito especial", disse Nego do Borel. O ator completou: "Só tenho a agradecer a Deus, a minha família, a todos os meus fãs e ao pessoal por ter me escolhido".
Em 2016 estreou o mesmo personagem (Cleiton), mas em Malhação: Pro Dia Nascer Feliz. O seriado acabou em 2017.
Também em 2017, Nego do Borel foi escalado para fazer um personagem, na nova versão dos Trapalhões, com Lucas Veloso, Bruno Gissoni, Mumuzinho e outros.
Em 2018 lançou o single "Me Solta", onde o funkeiro fez uma reedição do single intitulado "Me Solta Na Copa" em homenagem a Seleção Brasileira que disputaria o hexa na Copa do Mundo da Rússia. Na canção ele cita jogadores como Gabriel Jesus, Phillippe Coutinho, Marcelo, Roberto Firmino e Neymar.

#### Humor
Em seus shows, durante pausa de intervalo, Nego do Borel interpreta Nega da Boreli, que caricatura uma travesti da periferia e se diz namorada de Nego do Borel. Nega da Boreli também inveja as dançarinas do Bonde das Maravilhas. O Personagem Nega da Boreli foi criado durante brincadeira com sua avó e sua tia em casa, mas que Nego do Borel trouxe para suas apresentações e é uma das principais atrações.

## Filmografia

### Televisão
| Ano     | Título                         | Personagem                      | Nota                    |
| ------- | ------------------------------ | ------------------------------- | ----------------------- |
| 2015–16 | Malhação: Seu Lugar no Mundo   | Cleyton (José Cleyton da Silva) |                         |
| 2016–17 | Malhação: Pro Dia Nascer Feliz | Cleyton (José Cleyton da Silva) |                         |
| 2016    | Dança dos Famosos              | Participante (5º lugar)         | Temporada 13            |
| 2017    | Os Trapalhões                  | Tião                            |                         |
| 2017    | A Força do Querer              | Ele mesmo                       | Episódio: "22 de julho" |
| 2020    | Salve-se Quem Puder            | Ele mesmo                       |                         |
| 2021    | A Fazenda                      | Participante (Desclassificado)  | Temporada 13            |

## Controvérsias

### Retenção de Nego do Borel no SBT
Nego do Borel tinha no dia 20 de março de 2014 duas entrevistas marcadas, uma para o The Noite com Danilo Gentili e a segunda para o Agora É Tarde. Depois de participar do programa de Danilo Gentili, para fazer uma brincadeira com Rafinha Bastos, Nego foi chamado por Gentili a permanecer no SBT, fazendo com que sua a participação no Agora é Tarde fosse cancelada. Logo após, Nego do Borel é chamado por Danilo Gentili para participar do quadro "Dois Dedos de Prosa" do Programa do Ratinho. Segundo Nino, empresário do artista, a entrevista marcada para aquele dia teve que ser remarcada para outra semana. Rafinha Bastos em resposta disse: "Não temos problema em entrevistar alguém que já passou por outro canal, só esperamos que este tipo de coisa não aconteça mais."

### Acusação de plágio
Em 2014, Nego do Borel foi acusado de plágio na música "É ele Mesmo". 70% dos trechos da música seria autoria de MC Fhael. Segundo Fhael, o produtor de Nego do Borel, o DJ Pelé, escutou a música cantada por MC Fhael na rádio de Manguinhos e logo chamou Fhael para ser compositor de Nego do Borel. Ainda de acordo com Fhael, a música foi para os álbuns do artista, MC Nego do Borel e É Ele Mesmo, e não foi lhe dado os créditos de autor e nada recebeu em dinheiro.

### Vídeo de sexo grupal vazado na internet
No dia 9 de janeiro de 2014, foi vazado na internet um vídeo, onde aparece Nego do Borel fazendo sexo com uma fã; o vídeo foi filmado por MC Tikão e espalhado pelo mesmo através do Whatsapp. Após o vazamento das imagens, Nego do Borel fala sobre o caso à revista Ego, onde daria uma entrevista sobre a Turnê "Os Caras do Momento":
| “ | "Antes de ser famoso e ser conhecido como o Nego do Borel, eu já queria fazer um filme pornô. O que não aconteceu foi eu ter chance. Nesse caso, fiquei chateado com o rumo que a coisa tomou por causa da minha namorada e também por causa das fãs que eu tenho que são crianças" | ” |

### Polêmica com a comunidade LGBT
Em janeiro de 2019, Nego do Borel se envolveu em uma polêmica com a personalidade transexual Luísa Marilac. Tudo começou na Internet quando Luísa publicou um comentário nas redes sociais do cantor dizendo que era "um homem bonito". Em resposta, Nego do Borel respondeu que Luísa "também era um homem bonito e devia estar cheio de gatas". O comentário teve uma repercussão muito negativa no meio LGBT e na mídia, pois foi classificado como transfóbico e preconceituoso. O funkeiro gravou um vídeo pedindo desculpas e explicou que jamais foi sua intenção ofender Luísa ou a comunidade a que ela pertence. Por conta do desgaste que o episódio causou à sua imagem, o cantor chegou a ser vaiado em um show com a também funkeira Anitta.

### Relacionamentos amorosos
Em janeiro de 2021, a última ex-namorada de Nego do Borel, Duda Reis, registrou um boletim de ocorrência contra o cantor, acusando-o de violências doméstica e sexual, ameaças e transmissão de DSTs. Segundo Reis, o relacionamento era desaprovado pela família dela, além do funkeiro ter atitudes preconceituosas. As acusações foram feitas logo após viralizar uma conversa entre Lisa Barcelos, amiga dela, e outra mulher, na qual Barcelos relata ter tido momentos íntimos com ele, enquanto ainda era namorado de Duda.

### A Fazenda 13
Em setembro de 2021, o cantor foi acusado pelo público de ter cometido violência sexual contra a modelo Dayane Mello, que estaria bêbada após uma festa, enquanto ambos participavam do reality A Fazenda 13. Após uma forte repercussão envolvendo os patrocinadores do programa, a produção da RecordTV decidiu pela expulsão, do confinamento, de Nego do Borel. No programa daquele mesmo dia, foi exibido o depoimento de Dayane sobre o ocorrido.
Em 26 de setembro de 2021, a Polícia Civil do Estado de São Paulo anunciou que o Nego do Borel será intimado para depor sobre as denúncias.

### Dívida com IPTU
Em janeiro de 2022, após ser anunciada a penhoria de sua mansão pela justiça por estar devendo 27 mil reais em IPTU, o cantor ironizou: "Alguém me empresta?"

## Discografia
Álbuns de estúdio
- Nego Resolve (2015)

## Turnês
- Os Caras do Momento (2014–15)

## Prêmios e indicações
| Ano  | Prêmio                                | Categoria                         | Indicação                                               | Resultado | Ref.   |
| ---- | ------------------------------------- | --------------------------------- | ------------------------------------------------------- | --------- | ------ |
| 2015 | Prêmio Multishow de Música Brasileira | Melhor Clipe (Júri Especializado) | "Redes Sociais"                                         | Indicado  | [ 59 ] |
| 2016 | Meus Prêmios Nick                     | Cantor Favorito                   | Nego do Borel                                           | Indicado  | [ 60 ] |
| 2016 | Prêmio Multishow de Música Brasileira | Melhor Música                     | "Não Me Deixe Sozinho"                                  | Indicado  | [ 61 ] |
| 2017 | Troféu Internet                       | Melhor Cantor                     | Nego do Borel                                           | Indicado  |        |
| 2017 | Prêmio Contigo! Online                | Melhor Cantor                     | Nego do Borel                                           | Indicado  | [ 62 ] |
| 2017 | Prêmio Contigo! Online                | Hit do Ano                        | "Você Partiu Meu Coração" (com Anitta e Wesley Safadão) | Indicado  | [ 62 ] |
| 2017 | Prêmio Jovem Brasileiro               | Melhor Cantor                     | Nego do Borel                                           | Indicado  |        |
| 2017 | Prêmio Jovem Brasileiro               | Clipe do Ano                      | "Você Partiu Meu Coração" (com Anitta e Wesley Safadão) | Venceu    | [ 63 ] |
| 2017 | Prêmio Multishow de Música Brasileira | Melhor Música                     | "Você Partiu Meu Coração" (com Anitta e Wesley Safadão) | Indicado  | [ 64 ] |
| 2017 | Melhores do Ano                       | Melhor Cantor                     | Nego do Borel                                           | Indicado  | [ 65 ] |
| 2018 | Troféu Internet                       | Melhor Cantor                     | Nego do Borel                                           | Indicado  |        |
| 2018 | MTV Millennial Awards                 | Hino do Ano                       | "Contatinho" (com Luan Santana)                         | Indicado  | [ 66 ] |
| 2018 | MTV Millennial Awards                 | Feat do Ano                       | "Corazón" (com Maluma)                                  | Indicado  | [ 66 ] |
| 2018 | Prêmio Multishow de Música Brasileira | Música Chiclete                   | "Contatinho" (com Luan Santana)                         | Indicado  | [ 67 ] |
| 2018 | Latin American Music Awards           | Song of the Year                  | "Corazón" (com Maluma)                                  | Indicado  | [ 68 ] |
| 2018 | MTV Europe Music Awards               | Melhor Artista Brasileiro         | Nego do Borel                                           | Indicado  | [ 69 ] |
| 2019 | Grammy Latino                         | Melhor Clipe Curto                | "Me Solta" (com DJ Rennan da Penha)                     | Indicado  | [ 70 ] |